# 王相殷
王 相殷（ワン・サンウン、朝鮮語: 왕상은、1920年3月31日 - 2019年10月16日）は、韓国の実業家、政治家。韓国の海運業と釜山の地域発展には多大な貢献をしたほか、第11・12代国会議員を歴任した。
本貫は開城王氏。号は草渓（チョゲ、초계）。仏教徒。

## 経歴
日本統治時代の黄海道黄州郡黄州面に生まれ、釜山出身。釜山第8小学校、釜山公立中学を経て、1941年に同志社大学商科大学卒。
1951年に協成海運を設立し、同社代表取締役を経て、国際商業会議所委員、釜山商工会議所副会長を務めた。特に1960年代に韓国初の船員派遣業への参入、釜山と下関を繋ぐ釜関フェリーの導入、国籍取得条件付裸傭船の運航などを主導し、韓国の海運業の発展に多大な貢献をした。また、1978年に釜山コンテナ桟橋運営公社の会長を務め、釜山港の礎を固めた。王は1963年に釜山の商工界の有力者たちと共に釜山の直轄市昇格運動をやり遂げたため、西面交差点の釜山タワーの建立を記念する石碑の碑文には当時の釜山商工会議所会長だった東明グループの会長姜錫鎮、サムスングループの創業者李秉喆、LGグループの創業者具仁会などと共に名前が刻まれる。また、1961年に釜山の実業家らと障害児の福祉施設・南光社会福祉院を設立し理事長を務め、1967年の釜山商工会議所副会長在任中に釜山銀行を設立し、1980年に港湾投資金融を設立したなど、釜山の社会福祉・金融の発展にも取り組んだ。
1980年前後に政界入りし、統一主体国民会議第1・2代運営委員を務めた後、1981年の第11代総選挙で国会議員に初当選した。国会議員を連続2期務めたほか、民正党中央委員長、韓仏議員親善協会会長を歴任した。政界引退後は駐釜山英国名誉領事、韓米親善会会長、釜山アジア競技大会選手村村長、汎州海運社長、協成グループ名誉会長を歴任した。2002年に王の民間外交官としての功績を記念するため、ルフトハンザドイツ航空は貨物機のボーイング747-200に「協成航空王相殷」と名付けた。
趣味はゴルフ。2019年に99歳で死去した。